# Cryptocarya spathulata
Cryptocarya spathulata är en lagerväxtart som beskrevs av André Joseph Guillaume Henri Kostermans. Cryptocarya spathulata ingår i släktet Cryptocarya och familjen lagerväxter. Inga underarter finns listade i Catalogue of Life.